# Boinsen District
Boinsen District är ett distrikt i Liberia. Det ligger i regionen Bong County, i den centrala delen av landet, 180 km öster om huvudstaden Monrovia.
Antalet invånare uppgick, enligt folkräkningen 2022, till 17 254.